# Cheyenne's Pal
Cheyenne's Pal é um curta-metragem norte-americano de 1917, do gênero faroeste, dirigido por John Ford e estrelado por Harry Carey. O filme é presumidamente considerado perdido.